# Teresa Clotilde del Riego
Teresa Clotilde del Riego (Londres, Anglaterra, 7 d'abril de 1876 – Londres, Anglaterra, 23 de gener de 1968) fou una compositora amb parentiu espanyol que va escriure música per a piano, música de cambra i també per a orquestra, però és reconeguda per les més de 300 obres de gènere vocal que va fer al llarg de la seva vida. A més de ser compositora, també fou violinista, pianista i cantant.

## Biografia
La seva educació gira al voltant del convent de Sacred Heart i el West Central College of Music de Londres, amb els professors Paolo Tosti i Marie Withrow. Escrivia la seva primera cançó als 12 anys.
Un cop casada amb Francis Graham Leadbitter, que moriria a la Primera Guerra Mundial, es va instal·lar al palauet Sycamore, Mundesley Road, a Norfolk. Teresa Del Riego, malgrat les guerres mundials, no va abandonar la música. Fou organitzadora i cantant en diversos concerts benèfics i en acabar la guerra va compondre The Unknown Warrior.
Teresa Clotilde del Riego morí a Londres a l'edat de 91 anys i està enterrada al cementiri de Norfolkt, al costat de les tombes dels seus germans John Anthony i Agnes.

## Obra
Del Riego va publicar més de 300 cançons i balades, moltes de les quals es convertirien ràpidament en temes populars del moment, com Homing (1917) o O Dry Those Tears (1901)', que va vendre 33.000 còpies al llarg de sis setmanes, i altres melodies com Happy Song, To Phyllida, Sink Red Sun, Slave Song i Thank God for a Garden, que es feren molt populars a l'Anglaterra de començaments de segle xx.
Grans cantants de l'època, com ara Emma Albani, Nellie Melba, Gervase Elwes, Clara Butt o Maggie Teyte, varen cantar cançons seves que van esdevenir tot un èxit. A més dels enregistraments discogràfics que va fer en vida, sobre tot per al segell Victor-Parlofhone, les seves obres s'han anat reeditant al llarg del segle XX en el món anglosaxó.

### Obra vocal[4]
La majoria de les peces de gènere vocal de Teresa del Riego estan pensades per ser acompanyades amb el piano.
| Any  | Obra                         | Text                              | Instrumentació |
| ---- | ---------------------------- | --------------------------------- | -------------- |
| 1897 | My gentle child              | Charles Kingsley                  | Veu i piano    |
| 1899 | Slave song                   | Edith Nesbit                      | Veu i piano    |
| 1900 | Heart, my heart              | Heinrich Heine (i Ernest Radford) | Veu i piano    |
| 1906 | Songs of the summer          | Mathilde Blind                    | Veu i piano    |
| 1906 | All's right with the world   | Robert Browning                   | Veu i piano    |
| 1906 | Brown eyes                   | Mathilde Blind                    | Veu i piano    |
| 1909 | My bed is a boat             | Robert Louis Stevenson            | Veu i piano    |
| 1909 | Time to rise                 | Robert Louis Stevenson            | Veu i piano    |
| 1909 | Where go the boats?          | Robert Louis Stevenson            | Veu i piano    |
| 1909 | Windy nights                 | Robert Louis Stevenson            | Veu i piano    |
| 1909 | Sleepsin-by                  | Robert Louis Stevenson            | Veu i piano    |
| 1909 | Shadow march                 | Robert Louis Stevenson            | Veu i piano    |
| 1914 | How I shall miss you         | William Butler Yeats              | Veu i piano    |
| 1916 | Noël                         | Pierre-Jules-Théophile Gautier    | Veu i orgue    |
| 1917 | Homing                       | Arthur Leslie Salmon              | Veu i piano    |
| 1927 | A garden is a lovesome thing | T. E. Brown                       | Veu i piano    |

### Obra instrumental i vocal[2]
A la següent taula hi trobem altres composicions de Teresa del Riego. Es diferencia de la taula anterior per la instrumentació. En aquest cas també hi trobem obres on predomina la veu però l'acompanyament no es limita únicament al piano.
| Any  | Obra                                    | Text                    |
| ---- | --------------------------------------- | ----------------------- |
| 1899 | Over 300 songs (incloent-hi Slave Song) | Teresa del Riego        |
| 1900 | 2 Songs                                 | Heinrich Heine          |
| 1901 | O dry those tears                       | Teresa del Riego        |
| 1902 | The King’s Song                         | Frederic Weatherley     |
| 1903 | Happy Song                              | Teresa del Riego        |
| 1904 | Les larmes                              | E. Heros                |
| 1906 | Gloria                                  | Samuel Taylor Coleridge |
| 1909 | Lead kindly light                       | John Henry Newman       |
| 1913 | Paquita                                 |                         |
| 1915 | Thank God for a garden                  | Teresa del Riego        |
| 1930 | Air, E♭                                 |                         |
| 1934 | A star was his candle                   | F. Hoare                |
| 1955 | 3 Stuart Songs                          | R. Hall                 |